# EMPRESS (バンド)
EMPRESS（エンプレス）は、日本の東京都で結成された、女性ツインボーカルを擁するメタルコアバンドである。

## 略歴
2000年結成。2000年代初頭に日本国内において、当時黎明期であったメタルコアシーンでいち早く北欧メロディックデスメタルの要素に、女性クリーンボーカルを交いれた女性ツインボーカルの、メロディックデスメタルとニュースクールハードコアを基礎としたメタルコアスタイルを確立する。バンド名の由来ともなっている女性ツインボーカルでグロウル、スクリームにクリーンボーカルを取り入れ、女性フロントマン二名を前面に押し出し「女帝」の異名を持つ。
メンバーの音楽配信事業の起業に伴い、一度活動休止を経て、2014年より活動を再開した。Spotifyにおいて認証アーティストを取得している。

## ディスコグラフィ
アルバム
1. 2005年 Lilith
2. 2018年 In the Sky
3. 2019年 The Brave & Lucifer

参加作品
1. MAXIMUM PUNK ROCK!!
2. will you check this picture?（DVD)